# Torre de la Calahorra (Còrdova)
La Torre de la Calahorra (en àrab: qala’at al-hurriya) és una fortalesa d'origen islàmic concebuda com a entrada i protecció del Pont Romà de Còrdova (Espanya). Va ser declarada Conjunt Històric-Artístic en 1931, juntament amb el pont romà i la porta del pont. Forma part del centre històric de Còrdova que va ser declarat Patrimoni de la Humanitat per la Unesco el 1994. Acull la seu del Museu Viu d'al-Ándalus, inaugurat el 1987 i gestionat per la Fundació Paradigma Córdoba.

## Història
Les primeres al·lusions a la torre, situada en la riba meridional del riu Guadalquivir, ens arriben el 1236 amb la conquesta castellana de Còrdova pel rei Ferran III, ja que dificultava la invasió.
La fortalesa torna a ser esmentada el segle xiv durant la Primera guerra civil castellana, en la qual es van enfrontar els germans Pere I i Enric II de Castella pel tron castellà, resultant aquest últim vencedor. Enric dotarà a la fortalesa d'un fossat i una segona torre, unida a l'original per mitjà d'un pont llevadís; d'aquesta època data un escut d'armes de Castella i Lleó encara visible a l'exterior.
A les dues torres existents, se li va afegir una tercera, unint-les totes elles per dos cilindres amb la mateixa altura que aquelles. Després de l'aparició de la pólvora, es construeixen diverses troneres en els murs per a poder disparar aquests projectils explosius. El 1514, Joana I de Castella ordenarà la creació d'una barbacana al voltant del recinte per a la seva millor defensa i protecció, consolidant-se amb l'aspecte que es pot apreciar actualment.
L'immoble va passar per diversos usos al llarg dels segles, encara que va destacar especialment per ser presó de nobles, a més de centre educatiu femení (1863) i caserna de la Guàrdia Civil. El 1952 es va cedir l'edifici per a l'Ajuntament i, després d'un procés de restauració, les seves portes es van obrir el 29 d'abril de 1953 i el 19 de novembre de 1956 es va inaugurar com a Museu Històric de la Ciutat.
El 1987 passa a ser gestionada per l'Institut per al Diàleg de les Cultures (Fundació Roger Garaudy, actual Fundació Paradigma Còrdova), que hi instal·la un museu audiovisual anomenat Museu Viu del-Ándalus que presenta una panoràmica cultural de l'apogeu medieval de Còrdova entre els segles IX i XIII, basat en la convivència de les cultures cristiana, jueva i musulmana.

### Restauració
Al gener de 2007, es va dur a terme la restauració de la fortalesa com a part del "Pla d'actuacions en el Pont Romà de Còrdova i entorns" escomès per la Junta d'Andalusia, amb un pressupost de 2.698.638 euros.